# Scherma ai Giochi della XVIII Olimpiade - Fioretto individuale maschile
La competizione del fioretto individuale maschile  di scherma ai Giochi della XVIII Olimpiade si tenne nei giorni 13 e 14 ottobre 1964 alla Università di Waseda a Tokyo.

## Programma
| Data            | Round             | Note                                                                                      |
| --------------- | ----------------- | ----------------------------------------------------------------------------------------- |
| 13 ottobre 1964 | 1º turno          | 9 gruppi i primi quattro passano il turno.                                                |
| 13 ottobre 1964 | 2º turno          | 6 gruppi i primi quattro passano il turno. Dei 24 qualificati i migliori otto al 4º turno |
| 14 ottobre 1964 | 3º turno          | 8 incontri a eliminazione diretta.                                                        |
| 14 ottobre 1964 | 4º turno          | 8 incontri a eliminazione diretta.                                                        |
| 14 ottobre 1964 | 5º turno          | 4 incontri a eliminazione diretta.                                                        |
| 14 ottobre 1964 | Girone finale a 4 |                                                                                           |

## Risultati

### Primo Turno
| Pos. | Atleta             | Nazione          | Vittorie | SC   | Incontri | Incontri | Incontri | Incontri | Incontri | Incontri | Barrage | Barrage | Barrage | Barrage |
| Pos. | Atleta             | Nazione          | Vittorie | SC   | SVE      | MAG      | COH      | ELK      | MCK      | MYE      | COH     | ELK     | MCK     |         |
| ---- | ------------------ | ---------------- | -------- | ---- | -------- | -------- | -------- | -------- | -------- | -------- | ------- | ------- | ------- | ------- |
| 1    | German Svešnikov   | Unione Sovietica | 5        | 8    | X        | 5-2      | 5-2      | 5-1      | 5-2      | 5-1      |         |         |         |         |
| 2    | Jean-Claude Magnan | Francia          | 4        | 9    | 2-5      | X        | 5-1      | 5-1      | 5-2      | 5-0      |         |         |         |         |
| 3    | Herbert Cohen      | Stati Uniti      | 2+1      | 18+6 | 2-5      | 1-5      | X        | 5-1      | 3-5      | 5-2      | X       | 5-1     | 2-5     |         |
| 4    | Gamil El-Kalyoubi  | Rep. Araba Unita | 2+1      | 16+7 | 1-5      | 1-5      | 1-5      | X        | 5-1      | 5-0      | 1-5     | X       | 5-2     |         |
| 5    | David McKenzie     | Australia        | 2+1      | 18+7 | 2-5      | 2-5      | 5-3      | 1-5      | X        | 5-0      | 5-2     | 2-5     | X       |         |
| 6    | Han Myeong-Seok    | Corea del Sud    | 0        | 25   | 1-5      | 0-5      | 2-5      | 0-5      | 0-5      | X        |         |         |         |         |

| Pos. | Atleta            | Nazione          | Vittorie | SC | Incontri | Incontri | Incontri | Incontri | Incontri | Incontri |
| Pos. | Atleta            | Nazione          | Vittorie | SC | SOH      | PAR      | OKA      | CUR      | PEN      | LUN      |
| ---- | ----------------- | ---------------- | -------- | -- | -------- | -------- | -------- | -------- | -------- | -------- |
| 1    | Moustafa Soheim   | Rep. Araba Unita | 4        | 15 | X        | 3-5      | 5-3      | 5-2      | 5-2      | 5-3      |
| 2    | Ryszard Parulski  | Polonia          | 4        | 18 | 5-3      | X        | 5-3      | 4-5      | 5-4      | 5-3      |
| 3    | Heizaburo Okawa   | Giappone         | 3        | 13 | 3-5      | 3-5      | X        | 5-1      | 5-1      | 5-1      |
| 4    | Mario Curletto    | Italia           | 3        | 18 | 2-5      | 5-4      | 1-5      | X        | 5-1      | 5-3      |
| 5    | Enrique Penabella | Cuba             | 1        | 24 | 2-5      | 4-5      | 1-5      | 1-5      | X        | 5-4      |
| 6    | Ivan Lund         | Australia        | 0        | 25 | 3-5      | 3-5      | 1-5      | 3-5      | 4-5      | X        |

| Pos. | Atleta          | Nazione       | Vittorie | SC | Incontri | Incontri | Incontri | Incontri | Incontri | Incontri |
| Pos. | Atleta          | Nazione       | Vittorie | SC | MAN      | FRA      | GYU      | JAY      | DuH      | TAB      |
| ---- | --------------- | ------------- | -------- | -- | -------- | -------- | -------- | -------- | -------- | -------- |
| 1    | Kazuo Mano      | Giappone      | 5        | 10 | X        | 5-3      | 5-2      | 5-4      | 5-1      | 5-0      |
| 2    | Egon Franke     | Polonia       | 4        | 10 | 3-5      | X        | 5-3      | 5-1      | 5-0      | 5-1      |
| 3    | József Gyuricza | Ungheria      | 3        | 19 | 2-5      | 3-5      | X        | 5-2      | 5-4      | 5-3      |
| 4    | Allan Jay       | Gran Bretagna | 2        | 17 | 4-5      | 1-5      | 2-5      | X        | 5-1      | 5-1      |
| 5    | Sin Du-Ho       | Corea del Sud | 1        | 23 | 1-5      | 0-5      | 4-5      | 1-5      | X        | 5-3      |
| 6    | Jesús Taboada   | Argentina     | 0        | 25 | 0-5      | 1-5      | 3-5      | 1-5      | 3-5      | X        |

| Pos. | Atleta           | Nazione          | Vittorie | SC | Incontri | Incontri | Incontri | Incontri | Incontri | Incontri |
| Pos. | Atleta           | Nazione          | Vittorie | SC | MID      | BRE      | SZA      | MAD      | ECH      | FOX      |
| ---- | ---------------- | ---------------- | -------- | -- | -------- | -------- | -------- | -------- | -------- | -------- |
| 1    | Mark Midler      | Unione Sovietica | 5        | 13 | X        | 5-4      | 5-4      | 5-2      | 5-1      | 5-2      |
| 2    | Jürgen Brecht    | Germania         | 4        | 12 | 4-5      | X        | 5-3      | 5-2      | 5-1      | 5-1      |
| 3    | Sándor Szabó     | Ungheria         | 3        | 16 | 4-5      | 3-5      | X        | 5-3      | 5-2      | 5-1      |
| 4    | Nasser Madani    | Iran             | 2        | 18 | 2-5      | 2-5      | 3-5      | X        | 5-3      | 5-0      |
| 5    | Emilio Echeverry | Colombia         | 1        | 23 | 1-5      | 1-5      | 2-5      | 3-5      | X        | 5-3      |
| 6    | Bob Foxcroft     | Canada           | 0        | 25 | 2-5      | 1-5      | 1-5      | 0-5      | 3-5      | X        |

| Pos. | Atleta             | Nazione          | Vittorie | SC | Incontri | Incontri | Incontri | Incontri | Incontri | Incontri |
| Pos. | Atleta             | Nazione          | Vittorie | SC | GRA      | REV      | RAH      | TAB      | AND      | ALM      |
| ---- | ------------------ | ---------------- | -------- | -- | -------- | -------- | -------- | -------- | -------- | -------- |
| 1    | Nicola Granieri    | Italia           | 5        | 13 | X        | 5-4      | 5-2      | 5-3      | 5-4      | 5-0      |
| 2    | Daniel Revenu      | Francia          | 3        | 12 | 4-5      | X        | 3-5      | 5-1      | 5-0      | 5-1      |
| 3    | Sameh Abdel Rahman | Rep. Araba Unita | 3        | 16 | 2-5      | 5-3      | X        | 2-5      | 5-2      | 5-1      |
| 4    | Kazuhiko Tabuchi   | Giappone         | 3        | 19 | 3-5      | 1-5      | 5-2      | X        | 5-4      | 5-3      |
| 5    | John Andru         | Canada           | 1        | 24 | 4-5      | 0-5      | 2-5      | 4-5      | X        | 5-4      |
| 6    | Houshmand Almasi   | Iran             | 0        | 25 | 0-5      | 1-5      | 1-5      | 3-5      | 4-5      | X        |

| Pos. | Atleta             | Nazione       | Vittorie | SC | Incontri | Incontri | Incontri | Incontri | Incontri | Incontri |
| Pos. | Atleta             | Nazione       | Vittorie | SC | COU      | DRÎ      | HOS      | RYA      | NAN      | ZAR      |
| ---- | ------------------ | ------------- | -------- | -- | -------- | -------- | -------- | -------- | -------- | -------- |
| 1    | Jacques Courtillat | Francia       | 5        | 12 | X        | 5-4      | 5-4      | 5-2      | 5-2      | 5-0      |
| 2    | Ion Drîmbă         | Romania       | 4        | 13 | 4-5      | X        | 5-3      | 5-1      | 5-3      | 5-1      |
| 3    | Bill Hoskyns       | Gran Bretagna | 3        | 16 | 4-5      | 3-5      | X        | 5-1      | 5-3      | 5-2      |
| 4    | Michael Ryan       | Irlanda       | 2        | 21 | 2-5      | 1-5      | 1-5      | X        | 5-2      | 5-4      |
| 5    | Orlando Nannini    | Argentina     | 1        | 21 | 2-5      | 3-5      | 3-5      | 2-5      | X        | 5-1      |
| 6    | Bizhan Zarnegar    | Iran          | 0        | 25 | 0-5      | 1-5      | 2-5      | 4-5      | 1-5      | X        |

| Pos. | Atleta              | Nazione       | Vittorie | SC | Incontri | Incontri | Incontri | Incontri | Incontri | Incontri |
| Pos. | Atleta              | Nazione       | Vittorie | SC | KAM      | LOS      | LEC      | POS      | RIC      | BOU      |
| ---- | ------------------- | ------------- | -------- | -- | -------- | -------- | -------- | -------- | -------- | -------- |
| 1    | Jenő Kamuti         | Ungheria      | 5        | 12 | X        | 5-2      | 5-1      | 5-1      | 5-4      | 5-4      |
| 2    | Roland Losert       | Austria       | 4        | 11 | 2-5      | X        | 5-2      | 5-0      | 5-2      | 5-2      |
| 3    | Sandy Leckie        | Gran Bretagna | 3        | 21 | 1-5      | 2-5      | X        | 5-4      | 5-4      | 5-3      |
| 4    | Ignacio Posada      | Colombia      | 2        | 22 | 1-5      | 0-5      | 4-5      | X        | 5-3      | 5-4      |
| 5    | Ed Richards         | Stati Uniti   | 1        | 22 | 4-5      | 2-5      | 4-5      | 3-5      | X        | 5-2      |
| 6    | John Bouchier-Hayes | Irlanda       | 0        | 25 | 4-5      | 2-5      | 3-5      | 4-5      | 2-5      | X        |

| Pos. | Atleta               | Nazione   | Vittorie | SC | Incontri | Incontri | Incontri | Incontri | Incontri | Incontri | Incontri | Incontri |
| Pos. | Atleta               | Nazione   | Vittorie | SC | HAU      | WOY      | LaR      | GER      | MCC      | TAM      | THE      |          |
| ---- | -------------------- | --------- | -------- | -- | -------- | -------- | -------- | -------- | -------- | -------- | -------- | -------- |
| 1    | Ştefan Haukler       | Romania   | 6        | 14 | X        | 5-4      | 5-3      | 5-3      | 5-3      | 5-1      | 5-0      |          |
| 2    | Witold Woyda         | Polonia   | 5        | 14 | 4-5      | X        | 5-3      | 5-3      | 5-2      | 5-0      | 5-1      |          |
| 3    | Pasquale La Ragione  | Italia    | 4        | 16 | 3-5      | 3-5      | X        | 5-4      | 5-2      | 5-0      | 5-0      |          |
| 4    | Timothäus Gerresheim | Germania  | 3        | 18 | 3-5      | 3-5      | 4-5      | X        | 5-3      | 5-0      | 5-0      |          |
| 5    | Brian McCowage       | Australia | 2        | 24 | 3-5      | 2-5      | 2-5      | 3-5      | X        | 5-3      | 5-1      |          |
| 6    | Dibier Tamayo        | Colombia  | 1        | 27 | 1-5      | 0-5      | 0-5      | 0-5      | 3-5      | X        | 5-2      |          |
| 7    | Ronnie Theseira      | Malaysia  | 0        | 30 | 0-5      | 1-5      | 0-5      | 0-5      | 1-5      | 2-5      | X        |          |

| Pos. | Atleta           | Nazione          | Vittorie | SC | Incontri | Incontri | Incontri | Incontri | Incontri | Incontri |
| Pos. | Atleta           | Nazione          | Vittorie | SC | MUR      | AXE      | SCH      | ZHD      | MAN      | BIS      |
| ---- | ---------------- | ---------------- | -------- | -- | -------- | -------- | -------- | -------- | -------- | -------- |
| 1    | Tănase Mureşanu  | Romania          | 4        | 14 | X        | 5-4      | 2-5      | 5-3      | 5-0      | 5-2      |
| 2    | Albert Axelrod   | Stati Uniti      | 3        | 14 | 4-5      | X        | 3-5      | 5-2      | 5-2      | 5-0      |
| 3    | Dieter Schmitt   | Germania         | 3        | 18 | 5-2      | 5-3      | X        | 4-5      | 2-5      | 5-3      |
| 4    | Viktor Ždanovič  | Unione Sovietica | 3        | 20 | 3-5      | 2-5      | 5-4      | X        | 5-4      | 5-2      |
| 5    | Kim Man-Sig      | Corea del Sud    | 1        | 22 | 0-5      | 2-5      | 5-2      | 4-5      | X        | 4-5      |
| 6    | Adolfo Bisellach | Argentina        | 1        | 24 | 2-5      | 0-5      | 3-5      | 2-5      | 5-4      | X        |

### Secondo Turno
| Pos. | Atleta           | Nazione          | Vittorie | SC | Incontri | Incontri | Incontri | Incontri | Incontri | Incontri |
| Pos. | Atleta           | Nazione          | Vittorie | SC | SVE      | DRÎ      | WOY      | CUR      | GYU      | LEC      |
| ---- | ---------------- | ---------------- | -------- | -- | -------- | -------- | -------- | -------- | -------- | -------- |
| 1    | German Svešnikov | Unione Sovietica | 4        | 16 | X        | 1-5      | 5-4      | 5-4      | 5-1      | 5-2      |
| 2    | Ion Drîmbă       | Romania          | 3        | 16 | 5-1      | X        | 4-5      | 4-5      | 5-4      | 5-1      |
| 3    | Witold Woyda     | Polonia          | 3        | 16 | 4-5      | 5-4      | X        | 5-0      | 3-5      | 5-2      |
| 4    | Mario Curletto   | Italia           | 3        | 19 | 4-5      | 5-4      | 0-5      | X        | 5-4      | 5-1      |
| 5    | József Gyuricza  | Ungheria         | 2        | 20 | 1-5      | 4-5      | 5-3      | 4-5      | X        | 5-2      |
| 6    | Sandy Leckie     | Gran Bretagna    | 0        | 25 | 2-5      | 1-5      | 2-5      | 1-5      | 2-5      | X        |

| Pos. | Atleta           | Nazione          | Vittorie | SC   | Incontri | Incontri | Incontri | Incontri | Incontri | Incontri | Barrage |
| Pos. | Atleta           | Nazione          | Vittorie | SC   | MID      | HOS      | FRA      | TAB      | SOH      | RYA      | Barrage |
| ---- | ---------------- | ---------------- | -------- | ---- | -------- | -------- | -------- | -------- | -------- | -------- | ------- |
| 1    | Mark Midler      | Unione Sovietica | 5        | 15   | X        | 5-3      | 5-4      | 5-2      | 5-3      | 5-3      |         |
| 2    | Bill Hoskyns     | Gran Bretagna    | 3        | 14   | 3-5      | X        | 1-5      | 5-4      | 5-0      | 5-0      |         |
| 3    | Egon Franke      | Polonia          | 3        | 16   | 4-5      | 5-1      | X        | 5-4      | 3-5      | 5-1      |         |
| 4    | Kazuhiko Tabuchi | Giappone         | 2+1      | 17+4 | 2-5      | 4-5      | 4-5      | X        | 5-2      | 5-0      | 5-4     |
| 5    | Moustafa Soheim  | Rep. Araba Unita | 2+0      | 22+5 | 3-5      | 0-5      | 5-3      | 2-5      | X        | 5-4      | 3-5     |
| 6    | Michael Ryan     | Irlanda          | 0        | 25   | 3-5      | 0-5      | 1-5      | 0-5      | 4-5      | X        |         |

| Pos. | Atleta                    | Nazione          | Vittorie | SC | Incontri | Incontri | Incontri | Incontri | Incontri | Incontri | Barrage | Barrage | Barrage |
| Pos. | Atleta                    | Nazione          | Vittorie | SC | LOS      | SCH      | ZHD      | ElK      | HAU      | GRA      | ElK     | HAU     | GRA     |
| ---- | ------------------------- | ---------------- | -------- | -- | -------- | -------- | -------- | -------- | -------- | -------- | ------- | ------- | ------- |
| 1    | Roland Losert             | Austria          | 3        | 16 | X        | 4-5      | 3-5      | 5-3      | 5-2      | 5-1      |         |         |         |
| 2    | Dieter Schmitt            | Germania         | 3        | 18 | 5-4      | X        | 4-5      | 5-2      | 2-5      | 5-2      |         |         |         |
| 3    | Viktor Ždanovič           | Unione Sovietica | 3        | 20 | 5-3      | 5-4      | X        | 1-5      | 5-3      | 1-5      |         |         |         |
| 4    | Mohamed Gamil El-Kalyoubi | Rep. Araba Unita | 2+2      | 19 | 3-5      | 2-5      | 5-1      | X        | 5-3      | 3-5      | X       | 5-3     | 5-4     |
| 5    | Ştefan Haukler            | Romania          | 2+0      | 17 | 2-5      | 5-2      | 3-5      | 3-5      | X        | 5-0      | 3-5     | X       | ND      |
| 6    | Nicola Granieri           | Italia           | 2+0      | 19 | 1-5      | 2-5      | 5-1      | 5-3      | 0-5      | X        | 4-5     | ND      | X       |

| Pos. | Atleta               | Nazione     | Vittorie | SC    | Incontri | Incontri | Incontri | Incontri | Incontri | Incontri | Barrage | Barrage | Barrage |
| Pos. | Atleta               | Nazione     | Vittorie | SC    | GER      | REV      | COH      | MAN      | MUR      | LA       | COH     | MAN     | MUR     |
| ---- | -------------------- | ----------- | -------- | ----- | -------- | -------- | -------- | -------- | -------- | -------- | ------- | ------- | ------- |
| 1    | Timothäus Gerresheim | Germania    | 5        | 15    | X        | 5-4      | 5-2      | 5-3      | 5-3      | 5-3      |         |         |         |
| 2    | Daniel Revenu        | Francia     | 3        | 16    | 4-5      | X        | 5-3      | 5-2      | 5-1      | 2-5      |         |         |         |
| 3    | Herbert Cohen        | Stati Uniti | 2+2      | 19+4  | 2-5      | 3-5      | X        | 1-5      | 5-2      | 5-2      | X       | 5-3     | 5-1     |
| 4    | Kazuo Mano           | Giappone    | 2+1      | 19+8  | 3-5      | 2-5      | 5-1      | X        | 4-5      | 5-3      | 3-5     | X       | 5-3     |
| 5    | Tănase Mureşanu      | Romania     | 2+0      | 21+10 | 3-5      | 1-5      | 2-5      | 5-4      | X        | 5-2      | 1-5     | 3-5     | X       |
| 6    | Pasquale La Ragione  | Italia      | 1        | 22    | 3-5      | 5-2      | 2-5      | 3-5      | 2-5      | X        |         |         |         |

| Pos. | Atleta             | Nazione       | Vittorie | SC | Incontri | Incontri | Incontri | Incontri | Incontri | Incontri | Barrage | Barrage | Barrage | Barrage |
| Pos. | Atleta             | Nazione       | Vittorie | SC | AXE      | SZA      | JAY      | MAD      | PAR      | COU      | JAY     | MAD     | PAR     | COU     |
| ---- | ------------------ | ------------- | -------- | -- | -------- | -------- | -------- | -------- | -------- | -------- | ------- | ------- | ------- | ------- |
| 1    | Albert Axelrod     | Stati Uniti   | 4        | 14 | X        | 2-5      | 5-2      | 5-2      | 5-4      | 5-1      |         |         |         |         |
| 2    | Sándor Szabó       | Ungheria      | 3        | 15 | 5-2      | X        | 1-5      | 5-1      | 5-2      | 2-5      |         |         |         |         |
| 3    | Allan Jay          | Gran Bretagna | 2+2      | 20 | 2-5      | 5-1      | X        | 3-5      | 4-5      | 5-4      | X       | 4-5     | 5-2     | 5-4     |
| 4    | Nasser Madani      | Iran          | 2+2      | 21 | 2-5      | 1-5      | 5-3      | X        | 0-5      | 5-3      | 5-4     | X       | 5-3     | 0-5     |
| 5    | Ryszard Parulski   | Polonia       | 2+1      | 19 | 4-5      | 2-5      | 5-4      | 5-0      | X        | 4-5      | 2-5     | 3-5     | X       | 5-1     |
| 6    | Jacques Courtillat | Francia       | 2+1      | 21 | 1-5      | 5-2      | 4-5      | 3-5      | 5-4      | X        | 4-5     | 5-0     | 1-5     | X       |

| Pos. | Atleta             | Nazione          | Vittorie | SC | Incontri | Incontri | Incontri | Incontri | Incontri | Incontri |
| Pos. | Atleta             | Nazione          | Vittorie | SC | OKA      | MAG      | KAM      | BRE      | RAH      | POS      |
| ---- | ------------------ | ---------------- | -------- | -- | -------- | -------- | -------- | -------- | -------- | -------- |
| 1    | Heizaburo Okawa    | Giappone         | 4        | 15 | X        | 5-3      | 2-5      | 5-3      | 5-4      | 5-0      |
| 2    | Jean-Claude Magnan | Francia          | 3        | 13 | 3-5      | X        | 5-1      | 1-5      | 5-0      | 5-2      |
| 3    | Jenő Kamuti        | Ungheria         | 3        | 17 | 5-2      | 1-5      | X        | 4-5      | 5-4      | 5-1      |
| 4    | Jürgen Brecht      | Germania         | 3        | 17 | 3-5      | 5-1      | 5-4      | X        | 2-5      | 5-2      |
| 5    | Sameh Abdel Rahman | Rep. Araba Unita | 2        | 18 | 4-5      | 0-5      | 4-5      | 5-2      | X        | 5-1      |
| 6    | Ignacio Posada     | Colombia         | 0        | 25 | 0-5      | 2-5      | 1-5      | 2-5      | 1-5      | X        |

Qualificati direttamente al quarto turno
| Atleta                    | Nazione          | Vittorie | SC |
| ------------------------- | ---------------- | -------- | -- |
| Mark Midler               | Unione Sovietica | 10       | 28 |
| German Svešnikov          | Unione Sovietica | 9        | 24 |
| Jenő Kamuti               | Ungheria         | 8        | 29 |
| Witold Woyda              | Polonia          | 8        | 30 |
| Timothäus Gerresheim      | Germania         | 8        | 33 |
| Jean-Claude Magnan        | Francia          | 7        | 22 |
| Egon Franke               | Polonia          | 7        | 26 |
| Roland Losert             | Austria          | 7        | 27 |
| Albert Axelrod            | Stati Uniti      | 7        | 28 |
| Heizaburo Okawa           | Giappone         | 7        | 28 |
| Ion Drîmbă                | Romania          | 7        | 29 |
| Jürgen Brecht             | Germania         | 7        | 29 |
| Kazuo Mano                | Giappone         | 7        | 29 |
| Daniel Revenu             | Francia          | 6        | 28 |
| Bill Hoskyns              | Gran Bretagna    | 6        | 30 |
| Sándor Szabó              | Ungheria         | 6        | 31 |
| Dieter Schmitt            | Germania         | 6        | 36 |
| Mario Curletto            | Italia           | 6        | 37 |
| Viktor Ždanovič           | Unione Sovietica | 6        | 40 |
| Kazuhiko Tabuchi          | Giappone         | 5        | 36 |
| Allan Jay                 | Gran Bretagna    | 4        | 37 |
| Nasser Madani             | Iran             | 4        | 39 |
| Herbert Cohen             | Stati Uniti      | 3        | 25 |
| Mohamed Gamil El-Kalyoubi | Rep. Araba Unita | 3        | 27 |

### Terzo turno
| Vincente        | Vincente         | Risultato | Sconfitto                 | Sconfitto        |
| Atleta          | Nazione          | Risultato | Atleta                    | Nazione          |
| --------------- | ---------------- | --------- | ------------------------- | ---------------- |
| Daniel Revenu   | Francia          | 10 - 2    | Allan Jay                 | Gran Bretagna    |
| Albert Axelrod  | Stati Uniti      | 10 - 5    | Kazuhiko Tabuchi          | Giappone         |
| Kazuo Mano      | Giappone         | 10 - 8    | Mohamed Gamil El-Kalyoubi | Rep. Araba Unita |
| Viktor Ždanovič | Unione Sovietica | 10 - 6    | Jürgen Brecht             | Germania         |
| Bill Hoskyns    | Gran Bretagna    | 10 - 6    | Mario Curletto            | Italia           |
| Sándor Szabó    | Ungheria         | 10 - 2    | Dieter Schmitt            | Germania         |
| Ion Drîmbă      | Romania          | 10 - 4    | Nasser Madani             | Iran             |
| Daniel Revenu   | Francia          | 10 - 4    | Herbert Cohen             | Stati Uniti      |

### Quarto turno
| Vincente             | Vincente      | Risultato | Sconfitto        | Sconfitto        |
| Atleta               | Nazione       | Risultato | Atleta           | Nazione          |
| -------------------- | ------------- | --------- | ---------------- | ---------------- |
| Roland Losert        | Austria       | 10 - 6    | Ion Drîmbă       | Romania          |
| Jenő Kamuti          | Ungheria      | 10 - 9    | Viktor Ždanovič  | Unione Sovietica |
| Egon Franke          | Polonia       | 10 - 9    | Albert Axelrod   | Stati Uniti      |
| Timothäus Gerresheim | Germania      | 10 - 4    | Kazuo Mano       | Giappone         |
| Daniel Revenu        | Francia       | 10 - 6    | Witold Woyda     | Polonia          |
| Bill Hoskyns         | Gran Bretagna | 10 - 8    | German Svešnikov | Unione Sovietica |
| Jean-Claude Magnan   | Francia       | 10 - 7    | Daniel Revenu    | Francia          |
| Sándor Szabó         | Ungheria      | 10 - 8    | Mark Midler      | Unione Sovietica |

### Quinto turno
| Vincente           | Vincente | Risultato | Sconfitto            | Sconfitto     |
| Atleta             | Nazione  | Risultato | Atleta               | Nazione       |
| ------------------ | -------- | --------- | -------------------- | ------------- |
| Roland Losert      | Austria  | 10 - 9    | Sándor Szabó         | Ungheria      |
| Daniel Revenu      | Francia  | 10 - 5    | Timothäus Gerresheim | Germania      |
| Jean-Claude Magnan | Francia  | 10 - 7    | Jenő Kamuti          | Ungheria      |
| Egon Franke        | Polonia  | 10 - 0    | Bill Hoskyns         | Gran Bretagna |

#### Semifinali per il 5º posto
| Vincente             | Vincente | Risultato | Sconfitto    | Sconfitto     |
| Atleta               | Nazione  | Risultato | Atleta       | Nazione       |
| -------------------- | -------- | --------- | ------------ | ------------- |
| Timothäus Gerresheim | Germania | 10 - 6    | Sándor Szabó | Ungheria      |
| Jenő Kamuti          | Ungheria | 10 - 6    | Bill Hoskyns | Gran Bretagna |

#### Finale 5º posto
| Vincente    | Vincente | Risultato | Sconfitto            | Sconfitto |
| Atleta      | Nazione  | Risultato | Atleta               | Nazione   |
| ----------- | -------- | --------- | -------------------- | --------- |
| Jenő Kamuti | Ungheria | 10 - 4    | Timothäus Gerresheim | Germania  |

### Girone finale
| Pos.    | Atleta             | Nazione | Vittorie | SC | Incontri | Incontri | Incontri | Incontri |
| Pos.    | Atleta             | Nazione | Vittorie | SC | FRA      | MAG      | REV      | LOS      |
| ------- | ------------------ | ------- | -------- | -- | -------- | -------- | -------- | -------- |
| Oro     | Egon Franke        | Polonia | 3        | 9  | X        | 5-4      | 5-4      | 5-1      |
| Argento | Jean-Claude Magnan | Francia | 2        | 10 | 4-5      | X        | 5-3      | 5-2      |
| Bronzo  | Daniel Revenu      | Francia | 1        | 11 | 4-5      | 3-5      | X        | 5-1      |
| 4       | Roland Losert      | Austria | 0        | 15 | 1-5      | 2-5      | 1-5      | X        |